# Donzac (Tarn-et-Garonne)
Donzac település Franciaországban, Tarn-et-Garonne megyében. Lakosainak száma 1039 fő (2022. január 1.). Donzac Saint-Sixte, Dunes, Golfech, Lamagistère, Saint-Cirice, Saint-Loup és Sistels községekkel határos.

## Népesség
A település népessége az elmúlt években az alábbi módon változott:
| Lakosok száma | 1007 | 1030 | 1051 | 1045 | 1043 | 1034 | 1032 | 1035 | 1039 |
|               | 2013 | 2015 | 2016 | 2017 | 2018 | 2019 | 2020 | 2021 | 2022 |